# Pyrococcus woesei
Pyrococcus woesei (лат.) — ультра-термофильная анаэробная морская архея. Это сульфатредуктор, который растёт в температурном оптимуме от 100 до 103 °C. Клетки имеют приблизительно сферическую форму, слегка удлиненны и сужены, схожи по форме с клетками Thermococcus celer. Часто слипаются по двое. Растут на твёрдом субстрате, на одном из полюсов каждой клетки расположены плотные пучки жгутиков или пилий. Из этого организма была выделена термостабильная Pwo-полимераза, которая используется для проведения некоторых видов ПЦР.
Каноксилапатам с коллегами считает, что P. woesei — это подвид P. furiosus.